# Kurier
Kurier est un journal quotidien autrichien créé en 1954 et basé à Vienne.
Sa ligne éditoriale se situe au centre droit.